# 乞台普济
乞台普济（？—1318年5月2日），又音奇塔特布济克，元代党项（唐兀）人。姓史氏。元武宗时中书右丞相。乞台普济的祖父是拉吉爾威，宿衞太祖成吉思汗。
他是算智尔威次子。算智尔威充忽必烈藩府宿卫，从征大理国，攻南宋。世祖即位后，从征阿里不哥，任蒙古唐兀军民达鲁花赤。乞台普济自幼从父出入世祖帷幄。至元三年（1266年）选侍皇子燕王真金，充宿卫近二十年。后奉诏保育鞠视保育真金的孙子海山（武宗）、爱育黎拔力八达（仁宗）。皇曾孫幼學，其子也克吉兒侍讀。有时游戲廢學，他就打也克吉兒来训誡。元成宗大德二年（1298年），海山镇抚北庭时，他扈从总兵北边，主持军事。大德四年（1300年），入朝取印信。
大德十一年（1307年）海山即位为元武宗，特授中书平章政事，加太尉，封庆国公。至大元年（1308年）二月，加太子太傅，录军国重事，拜中书左丞相。元武宗诏命内外大小事务并听中书省裁处，诸王、公主等毋得干预。至大元年十一月十四日（1308年11月27日），乞台普济升为中书右丞相。奏准汰冗官、节财用、整治各处屯田等。
至大二年（1309年），与丞相塔思不花奏请玺书不得越过中书省，直下翰林院干预田土、词讼、户口、钱谷、选举等事务。至大二年八月二十三日（1309年9月27日）设立尚书省，乞台普济进太傅，为尚书右丞相。至大三年（1310年），解除相位，赐给他安吉州五百民户。皇慶二年正月十一日（1313年2月6日），被封为安吉王。延祐五年四月初二日（1318年5月2日），卒。

## 延伸阅读
[在维基数据编辑]
 《新元史/卷199》，出自柯劭忞《新元史》